# Inmigración griega en Argentina

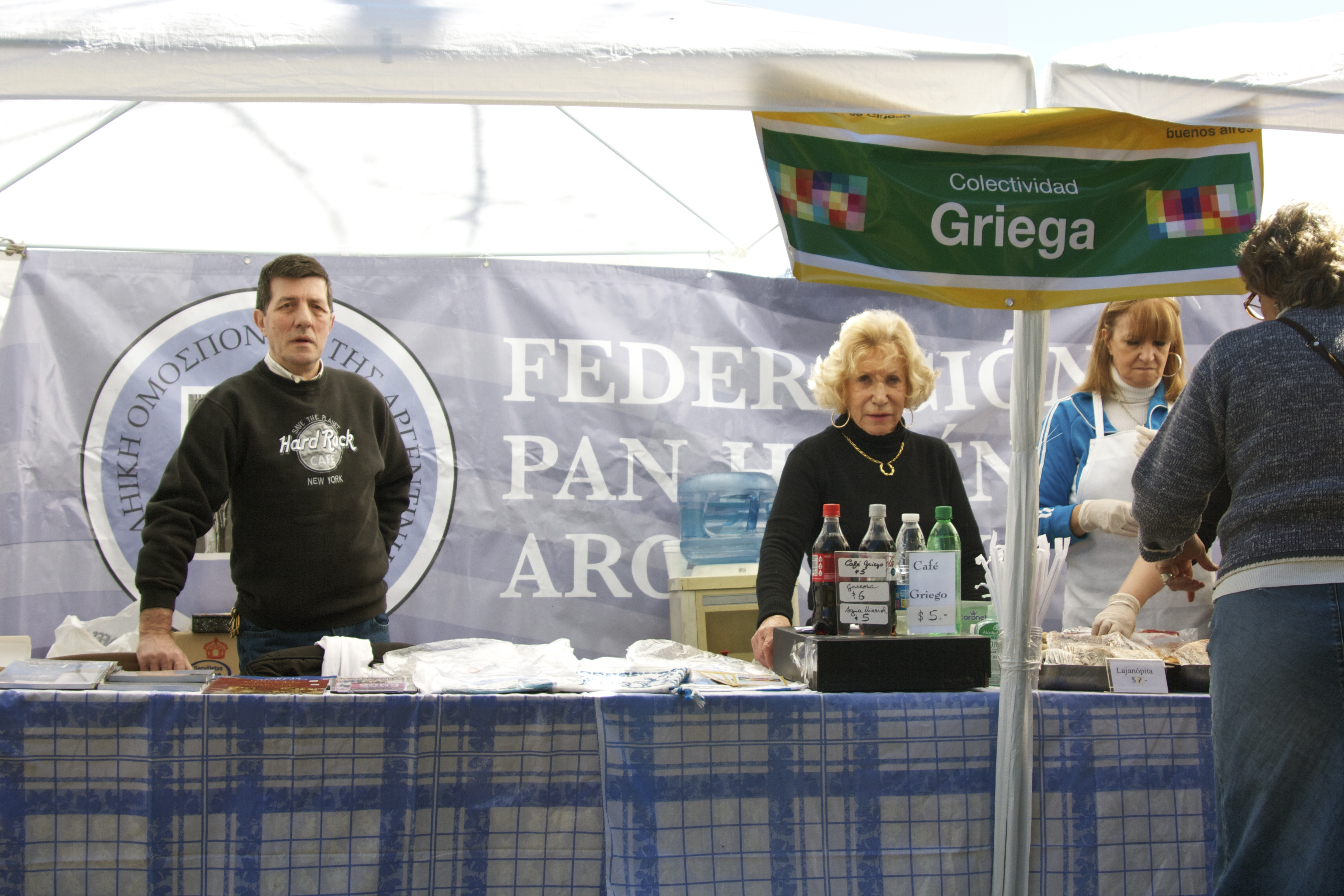
Grecia en el Día del Inmigrante de 2010 en Buenos Aires.

La mayor parte de los inmigrantes griegos en Argentina llegaron al país entre 1890 y 1954.

## Historia
El Almirante Giorgos "Jorge" Kolmaniatis, quien llegó a las Provincias Unidas del Río de la Plata en 1811, contribuyó en gran medida en la Guerra de la Independencia Argentina entrenando y capacitando a la flota recién formada. Un compañero oficial naval de Hidra, Samuel Spiro, hundió su barco en el río Uruguay, en lugar de entregarse a la Armada Española. Los nombres de ambos hombres fueron honrados con buques de la Armada Argentina bautizado en honor a ellos en 1937.
La primera oleada real de inmigración masiva a la Argentina se inició en la década de 1880, durante la gran ola de inmigración europea, cuando el gobierno argentino alentó a las políticas europeas de inmigración bajo la presidencia de Domingo Faustino Sarmiento. El alcance era establecer una fuerte concentración de población en las grandes extensiones de tierra en la que fue el vacío demográfico común. Los griegos, que llegaron con pasaporte otomano, eran de Constantinopla o del Asia Menor, e incluyó Phanariotes de Rumania. Algunos eran ricos y preparados que fácilmente se abrieron paso en los negocios, como la importación de tabaco, la joyería y el comercio marítimo.

## Corrientes migratorias
Según los datos del Censo de 1869, la mayor parte de los griegos residentes en el país trabajaban como marineros. Ese año, se registran en Buenos Aires 44 griegos, 40 hombres y 4 mujeres. La mayoría residía en lo que hoy es conocido como el barrio de La Boca.
Se distinguen aproximadamente 3 etapas en la llegada de inmigrantes griegos al país:
- 1890-1924

Se trata de un oleada menor y no hay información estadística fiable sobre la cantidad de griegos que pudieron ingresar al territorio. Se sabe que tras el endurecimiento de las condiciones migratorias en EE.UU, un buen número de griegos optaron por Argentina.
- 1924-1945

En este período algunas cifras indican lo siguiente: arribaron 330 inmigrantes griegos en 1939, 356 en 1941 y 369 en 1942.
- 1945-1952

Después de 1945 la corriente griega aumentó considerablemente, registrándose los siguientes datos:
| AÑO  | Inmigrantes griegos |
| ---- | ------------------- |
| 1944 | 346                 |
| 1945 | 490                 |
| 1946 | 616                 |
| 1947 | 715                 |
| 1948 | 1206                |
| 1949 | 1200                |
| 1950 | 1131                |
| 1952 | 592                 |
| 1954 | 460                 |

Mapa de las 50 comunidades de griegos más grandes en el mundo.

Hacia 1970, se estimaba que había cuarenta mil griegos en la Argentina, reduciéndose esa cifra a veinticinco mil personas en 1992.[cita requerida]

## Lugares dónde se establecieron
Una de las primeras comunidades griegas organizadas en el territorio se conformó en 1919 en Ensenada, provincia de Buenos Aires, por iniciativa de Nicolás Kalipolitis.

## Cultura
Hoy en día, existen diversas instituciones que promueven la cultura griega en la Argentina. La Unión Helénica Peloponense, la Asociación de la Colectividad Helénica y la Colectividad Helénica Panelinion en la Ciudad de Buenos Aires enseñan el idioma griego, dictan clases de danzas griegas, cursos de gastronomía y celebran las distintas festividades. A su vez, se encuentra el Instituto Incorporado Colectividad Helénica, que tiene asignaturas asociadas a la cultura y al idioma griego como obligatorias.
La Iglesia ortodoxa de Grecia tiene presencia en Argentina, con la Catedral de la Dormición de la Virgen en Villa Crespo y la Iglesia de San Nicolás en Nueva Pompeya.
El día de la Independencia el 25 de marzo y el Día del No el 28 de octubre se celebran todos los años por las distintas instituciones.

## Colectividades y Asociaciones helénicas en Argentina
En Argentina se encuentran 28 Colectividades y Asociaciones en Argentina. La mitad se encuentra en la zona de la ciudad de Buenos Aires y en Gran Buenos Aires, y la otra mitad en ciudades en diferentes provincias del interior en casi todo el país. Se ubican principalmente en zonas portuarias donde llegaron los griegos durante las diferentes olas de inmigración.

#### Federación Panhelénica de Argentina
(nombre en griego: Ομοσπονδία Ελληνικών Κοινοτήτων Αργεντινής)

#### Colectividad Helénica de Buenos Aires
(nombre en griego: Ελληνική Κοινότητα του Μπουένος Άιρες)
Ciudad Autónoma de Buenos Aires

#### Asociación Civil Colectividad Helénica "Panelinion"
(nombre en griego: Ελληνική Κοινότητα "Το Πανελλήνιον")
Ciudad Autónoma de Buenos Aires

#### Unión Helénica Peloponense de la América del Sud "O Gueros tu Moria"
(nombre en griego: Ελληνική Ένωση Πελοποννήσου της Νότιας Αμερικής "Ο Γέρος του Μοριά")
Ciudad Autónoma de Buenos Aires

#### Asociación Cultural Helénica "Nostos"
(nombre en griego: Ελληνική Πολιτιστική Οργάνωση "Νόστος")
Ciudad Autónoma de Buenos Aires

#### "Cariátide", Asociación Argentina de Cultura Helénica
(nombre en griego: Σύλλογος Ελληνικού Πολιτισμού "Καρυάτιδα")
Ciudad Autónoma de Buenos Aires

#### Fundación Helénica en Argentina
(nombre en griego: Ελληνικό Πολιτιστικό Ίδρυμα Αργεντινής)
Ciudad Autónoma de Buenos Aires

#### La unión cultural Leucadense "Ulises"
(nombre en griego: Πολιτιστική Ένωση Λευκάδας "Ο Οδυσσέας")
Ciudad Autónoma de Buenos Aires

#### Subcomisión de Damas de Beneficencia de la Colectividad Helénica de Buenos Aires "Filoptojos Adelfotis"
(nombre en griego: "Φιλόπτωχος Αδελφότης")
Ciudad Autónoma de Buenos Aires

#### Asociación Helénica de socorros mutuos San Demetrio
(nombre en griego: Αλληλοβοηθητικός Σύλλογος Αγίου Δημητρίου - Μπουένος Άιρες)
Ciudad Autónoma de Buenos Aires

#### Cámara de Industria y Comercio Heleno-Argentina
(nombre en griego: Βιομηχανικό και Εμπορικό Επιμελητήριο Ελλάδος-Αργεντινής
Ciudad Autónoma de Buenos Aires

#### Colectividad Helénica "Sócrates"
(nombre en griego: Ελληνική Κοινότητα "Ο Σωκράτης")
Remedios de Escalada, provincia de Buenos Aires

#### Colectividad Helénica "Platón" y Socorros Mutuos de Berisso, Ensenada y La Plata
(nombre en griego: Ελληνική αλληλοβοηθητική κοινότητα "Ο Πλάτων" του Μπερίσσο, Ενσενάδα και Λα Πλάτα)
Berisso, provincia de Buenos Aires

#### Colectividad Helénica de Mar del Plata
(nombre en griego: Ελληνική Κοινότητα της Μαρ ντελ Πλάτα)
Mar del Plata, provincia de Buenos Aires

#### Colectividad Helénica de Necochea
(nombre en griego: Ελληνική Κοινότητα της Νεκοτσέα)
Necochea, provincia de Buenos Aires

#### Asociación Helénica de Ingeniero White
(nombre en griego: Ελληνικό Σύλλογος του Ινχενιέρο Γουάιτ)
Ingeniero White, partido de Bahía Blanca, provincia de Buenos Aires

#### Colectividad Helénica de Rosario
(nombre en griego: Ελληνική Κοινότητα του Ροσάριο)
Rosario, provincia de Santa Fe

#### Colectividad Helénica Concordia - Entre Ríos
(nombre en griego: Ελληνική Κοινότητα της Κονκόρδια - Έντρε Ρίος)
Concordia, provincia de Entre Ríos

#### Colectividad Helénica Filía de Paraná - Entre Ríos
(nombre en griego: Ελληνική Κοινότητα "Η Φιλία Παρανά - Έντρε Ρίος)
Paraná, provincia de Entre Ríos

#### Colectividad Helénica de Córdoba
(nombre en griego: Ελληνική Κοινότητα της Κόρδοβα)
Ciudad de Córdoba, provincia de Córdoba

#### Colectividad Helénica de Resistencia
(nombre en griego: Ελληνική Κοινότητα της Ρεσιστένσια)
Resistencia, provincia de Chaco

#### Asociación Helénica de Mendoza "Pallas Athenea"
(nombre en griego: Ελληνικό Σύλλογος της Μεντόσα "Παλλάς Αθηνά")
Ciudad de Mendoza, provincia de Mendoza

#### Colectividad Helénica de San Juan
(nombre en griego: Ελληνική Κοινότητα του Σαν Χουάν)
Ciudad de San Juan, provincia de San Juan

#### Colectividad Helénica de Tucumán
(nombre en griego: Ελληνική Κοινότητα του Τουκουμάν)
Yerba Buena, provincia de Tucumán

#### Asociación Helénica de Salta
(nombre en griego: Ελληνική Κοινότητα της Σάλτα)
Rosario de Lerma, provincia de Salta

#### Asociación Helénica de Jujuy "Spíti Helénico"
(nombre en griego: Ελληνική Κοινότητα του Χουχούι "Ελληνικό Σπίτι")
San Salvador de Jujuy, provincia de Jujuy

#### Asociación Helénica "San Nicolás"
(nombre en griego: Ελληνική Κοινότητα "Άγιος Νικόλαος")
Comodoro Rivadavia, provincia de Chubut

#### Asociación Helénica "Enosis" de Puerto San Julián
(nombre en griego: Ελληνική Κοινότητα "Ένωσις" του Πουέρτο Σαν Χουλιάν)
Puerto San Julián, provincia de Santa Cruz

## Destacados
Los descendientes de griegos en Argentina se han destacado en varias áreas como la política, la literatura y en la vida militar, entre otras cosas. Uno de los argentinos de ascendencia griega más destacados fue Bartolomé Mitre (1821 - 1906), quien ejerció como Presidente de la Nación Argentina entre los años 1862 y 1868. El apellido original de la familia era Mitropoulos, el cual fue parcialmente modificado y acortado por cuestiones de asimilación cultural.